# Satjiv S. Chahil
Satjiv Singh Chahil, né le 19 octobre 1950 à Amritsar en Inde, est un homme d’affaires américain. 
Il a une très forte influence dans le domaine du marketing dans la Silicon Valley. Son expertise et ses compétences ont permis de créer des liens entre la high-tech et le monde du divertissement, de la musique et de la mode.
Il est aussi reconnu pour sa capacité à conduire à l’adoption de nouvelles technologies de l’innovation au niveau international,,,,,,,,,,,,,,,,,,.

## Biographie
Satjiv S. Chahil est né à Amritsar en Inde, le 19 octobre 1950. Il est le fils de Pritam Singh (son père) et de Champa Chahil (sa mère née Dugal). Pritam Singh était membre de l’équipe nationale indienne de hockey aux jeux olympiques de Berlin en 1936. Il était éditeur, employé de la fonction publique et pédagogue. Il est reconnu pour la translittération complète qu’il a faite du « Sri Guru Granth Sahib » (livre Saint des Sikhs) en alphabet (anglais) romain. Satjiv S. Chahil a étudié à la « Lawrence School » de Sanawar en Inde, et a obtenu le diplôme de l’école nationale indienne (administré par l’université de Cambridge) en 1967. Il a reçu sa licence de commerce de l’université du Punjab en 1971. Satjiv S. Chahil a rejoint l’université de Thunderbird (en) (USA) pour y passer un Masters en management international qu’il obtint en 1976.

### Carrière
Satjiv S. Chahil a commencé sa carrière en 1976 chez IBM. Il a joué un rôle clé dans le lancement du premier distributeur automatique de billets ainsi que dans l’adoption et la diffusion de la technologie du code barre. De 1979 à 1988, il a été employé chez Xerox à Palo Alto (Californie) en tant que Directeur Général des unités opérationnelles  pour la division stations de travail. Il y a joué un rôle prépondérant dans la généralisation du standard informatique Unicode, le logiciel développé par Joe Becker (en), qui est devenu la base du langage international informatique.
De septembre 1988 à avril 1997, Satjiv S. Chahil a occupé plusieurs fonctions chez Apple, dont le poste de Senior Vice Président du marketing mondial. Il a aussi été le Directeur Général et fondateur de la division nouveaux médias, Internet et divertissements. Plus tard, il a pris la direction du marketing mondial et de la communication interne. Il a piloté l’intégration du multimédia (vidéos Quicktime, technologies audio et CD ROMS) dans les ordinateurs individuels.
Il a aussi collaboré avec Toshiba et Warner Bros pour créer le standard DVD et les outils et logiciels de création appropriés.
Satjiv S. Chahil a initié le partenariat d’Apple avec l’American Film Institute. Ce partenariat a conduit à une alliance avec la Paramount et Tom Cruise pour le film « Mission impossible ».
Il a ensuite noué des alliances avec des artistes interprètes comme Peter  Gabriel et Herbie Hancock, ainsi qu’avec des marques de voitures telles que BMW et Audi. Il développera  également un partenariat avec des clients existants issus de la communauté du webcast, de l’audio/vidéo et du milieu du streaming.
En 1992, il a été l’initiateur du forum Hakone au Japon. Ce forum a regroupé pour la première fois des experts du milieu des affaires et des universités, du domaine de l’informatique, de l’édition, du monde du cinéma et de la télévision. Le but de ce forum était d’établir des règles en matière de multimédia. En 1993, Satjiv S. Chahil crée une alliance avec  le « LPGA of Japan Tour » (Tournoi de golf professionnel féminin au Japon), une première venant d’une compagnie high-tech.
En 1994, Satjiv organise une rencontre entre le CEO d’Apple Michael Spindler, le premier ministre indien P.V. Narasimha Rao et le ministre des finances indien Manmohan Singh. Cela fut la première rencontre entre le CEO d’une des plus importantes compagnies high-tech et de hauts dirigeants indiens. Cette rencontre a grandement  contribué a initier un changement de règle dans le domaine informatique en Inde, de la protection des logiciels à la promotion du développement informatique.
En 1996, il lancera des actions visant à rendre l’ordinateur plus accessible aux enfants. La même année  organisera le premier webcast au monde aux Grammy Awards .
De 1997 à 1999, il fut conseiller auprès de la direction générale de Sony pour la convergence digitale. Il a aussi contribué à développer la ligne d’ordinateurs portables Sony Vaio. En 1999, il devient directeur du Marketing chez Newbridge Networks, ou il parvient à faire adopter les  technologies innovantes en matière de haut-débit. Newbridge Networks a été racheté par Alcatel en 2000, à la suite de la mise en place de ces nouvelles technologies. Peu après, il rejoint Palm Inc. en tant que Directeur du marketing ou il a joué un rôle clé dans l’introduction en bourse de la société. Il a également apporté une nouvelle vision de l’univers du mobile. Durant son mandat à ce poste, Palm est devenu numéro deux des  marques de portables après Nokia. Pour capitaliser sa position de leader sur le marché, il crée un partenariat marketing avec Claudia Schiffer pour le lancement d’un assistant personnel dédié aux femmes actives.
Il a aussi contribué à la création d’une nouvelle carte SD (Secure Digital) en partenariat avec Panasonic. En 2002, Satjiv S. Chahil a rejoint le conseil d’administration de PalmSource, la société qui gère les systèmes d’exploitation de Palm, société qui a été racheté plus tard par Access Systems Americas. Toujours en 2002, il devient président et cofondateur de « Mobile Digital Media » (MDM), rebaptisé « Quickoffice ». Cette société sera finalement rachetée par Google.
En 2005, alors qu’il est conseiller auprès de la marque BMW, il collabore avec Christoph Loch et Marcus Seidel pour rédiger une étude pour l’INSEAD sur la transformation de l’industrie automobile et le rapprochement des autoroutes et des technologies.
Plus tard la même année, il rejoint Hewlett-Packard en tant que Senior-Vice-Président du marketing mondial et de la division des PCs pour le groupe. Sous sa houlette, HP est propulsé à la première place du marché mondial du PC. Il est l’initiateur d’une campagne marketing du renouveau chez HP  « The Computer is Personl Again » en partenariat avec Jay-Z, Jerry Seinfeld, Vivienne Tam, Paulo Coelho et Serena Williams. En 2009, il crée une alliance technologique  entre HP, Jimmy Iovine et Dr Dre pour la sortie de l’édition limité de l’ordinateur HP «Envy ».
En décembre 2012, il va jouer un rôle clé dans l’élaboration d’un partenariat entre Sony et les « San Francisco 49ers » (équipe renommée de football américain) dont le but était de créer un nouveau standard dans les stades pour une meilleure expérience pour les fans. Ainsi, des caméras 4K haute définition de chez Sony ont été placés tout autour du nouveau stade de Santa Clara (Californie), qui offrent aux fans la possibilité via leur smartphone ou leur tablette d’accéder à des angles de vue et des gros plans de manière privilégiée.
Satjiv S. Chahil a également siégé au conseil de l’institut du film Américain. Il y a tissé des liens étroits avec le monde de l’édition, de la publicité, du cinéma et de l’industrie de la musique. Il a également été l’intervenant principal lors de conférences sur les technologies, ainsi qu’à l’université de Harvard, l’université de Stanford, à l’INSEAD et à la Sorbonne. Satjiv S. Chahil est membre de la  « fondation Clinton » depuis sa création. Il est également l’administrateur de la fondation américaine pour l’Inde.  Il joue un rôle actif dans les actions menées pour l’émancipation des femmes du Punjab en Inde. Il est également membre du conseil d’administration de « Cinequest », l’organisme qui gère le « Cinequest Film Festival » dans la Silicon Valley (Californie).
En 2014, Satjv S. Chahil a prononcé un discours à la conférence sur l’innovation « Innovex 2014 » à Tel Aviv (Israël) dans lequel il a parlé de ses expériences personnelles en termes de succès et d’échecs. En mars 2014, il a pris la parole devant les dirigeants de « Techonomy » durant leur conclave de San Francisco. Il y a évoqué l’impact de la technologie sur notre société et notre culture.
En juillet 2014, à l’ouverture du sommet sur l’innovation de la Silicon Valley, il partage son expérience acquit avec la fondation américaine pour l’Inde. Il attire l’attention des entrepreneurs sur le fait que le fossé créé par les problèmes sociaux, les inégalités liées au genre et  la culture devaient être traités en même temps que la fracture numérique. Il a aussi insisté sur le fait qu’il fallait impérativement innover dans ces domaines pour le bien de l’humanité. En décembre 2014, il a lancé un appel à tous les Indiens non-résidents dans le monde pour que chacun choisisse un village indien et de le développer afin qu’il devienne un village modèle et aider ainsi à l’effort d’édification du pays.
Le magazine Paris Match, dans l’un de ses articles sur le multimédia, a décrit Satjiv S. Chahil comme « le premier homme du multimédia... quelqu’un entre le héros Super-Mario et Léonard de Vinci... comme un personnage sortit d’un roman de Jules Verne... ses centres d’intérêts sont différents de ceux des autres millionnaires de la Silicon Valley, les siens étant tournés vers l’humanitaire et l’éducation des gens à travers le monde ».